# Szögi Arany
Szögi Arany (Boros Györgyné) (Szeged, 1913. december 2. – Budapest, 1994. március 19.) magyar színésznő.

## Életpályája
1930-tól a szegedi Városi Színház tagja volt. Ezt követően Miklósi Imre, majd 1938-ban Tolnai Andor társulatának tagja volt. 1940–1942 között az Inke Rezső társulatának naivája volt. 1942-ben Putnik Bálint nagyváradi társulatához szerződött, és ettől kezdve nyugdíjazásáig, illetve Magyarországra történt visszatelepedéséig ott játszott. 1965-ben nyugdíjba vonult.
Idehaza gyakran fellépett a rádióban, és televíziós szinkronszerepeket vállalt. Sírja a Farkasréti temetőben található (60/6-2-15).

## Színházi szerepei
A Színházi Adattárban regisztrált bemutatóinak száma: 4.
- Kálmán Imre: Cirkuszhercegnő – Slukkné
- Wilde: A kísértet házhoz jön – Mrs. Umney
- Maugham: Imádok férjhez menni – Mrs. Shuttleworth
- Dankó-Vaszy: Dankó Pista – Ördögné
- Kacsoh Pongrác: János vitéz – Iluska
- Lehár Ferenc: A mosoly országa – Mi
- Békeffy-Stella: Janika – Janika
- Lovinescu: Lerombolt fellegvár – Adéla
- Molnár Ferenc: Olympia – Nagyhercegnő

## Filmjei
- Rózsa Sándor (1971)
- Habfürdő (1979)
- Szomszédok (1990)
- Mesmer (1994)

## Szinkronszerepei
- Egy párizsi lány: Juliette - Renée Gardès
- Légy szép és tartsd a szád!: Jean nagymamája - Gabrielle Fontan
- Marie-Octobre: Victorine, a házvezetőnő - Jeanne Fusier-Gir
- Vállalom, főnök!: Kveta Vacáková - Míla Myslíková
- Az én kis falum: Hrabetová - Milada Ježková
- A néger: Marie-Jeanne - Madeleine Bouchez
- A nagy kiruccanás: Juanita - Zoaunne LeRoy
- Egy kis haladék: Martha - Lotte Meyer
- Johnny, a jóarcú: Luke nővér - Yvonne Bryceland
- Szeretlek, szeress!: Anya - Milada Ježková
- Csupasz pisztoly 2 és 1/2: Barbara Bush, First Lady - Margery Ross
- Dennis, a komisz: Edith Butterwell - Billie Bird